# Jemima Kirke
Pour les articles homonymes, voir Kirke.
Jemima Kirke (prononcé : [dʒəˈmaɪmə kɜːɹk]), née le 26 avril 1985 à Londres, est une actrice et artiste anglo-américaine, principalement connue pour son interprétation du personnage de Jessa Johannson dans la série télévisée Girls.
Elle a obtenu son premier rôle dans le  court métrage Smile for the Camera, et a joué dans le  film indépendant Tiny Furniture, réalisé par son amie Lena Dunham.

## Biographie
Née à Londres de parents britanniques, Jemima Jo M Kirk grandit à New York. 
Elle est la fille de Simon Kirke, l'ancien batteur des groupes de rock Bad Company et Free, et de Lorraine (née Dellal) Kirke.
Son père est d'origines anglaise et écossaise, et sa mère est juive,. Son grand-père maternel, Jack Dellal, était un homme d'affaires britannique d'origine juive irakienne, et sa grand-mère maternelle était israélienne,. 
Sa mère est propriétaire de Geminola, une boutique de vêtements vintage où ont été achetés de nombreux costumes nécessaires au tournage de la série Sex and the City. Le personnage joué par Jemima Kirke dans la série Girls porte une robe de mariée provenant de la boutique Geminola lors du dernier épisode de la première saison. 
Jemima Kirke pose parfois en tant que mannequin avec les vêtements de cette boutique.
Elle a deux sœurs et un frère : Domino Kirke qui est chanteuse, Lola Kirke également actrice, et Simon Jr. 
Elle est aussi la cousine d'Alexander Dellal (directeur d'une galerie d'art à Londres), de Charlotte Olympia Dellal (fondatrice de la marque Charlotte Olympia) et de la mannequin Alice Dellal.
Elle a étudié l'art et a obtenu son baccalauréat en peinture à l'École de design de Rhode Island.
À la fin de l'année 2011, elle organise une exposition intitulée A Brief History (« Une brève histoire ») dans le cadre des Skylight Projects.

### Vie privée
Jemima Kirke est une amie proche de Lena Dunham, qu'elle a rencontrée lors de ses études à l'École Sainte-Anne à New York. 
Dans une interview pour le magazine Esquire, Jemima Kirke révèle que les personnages qu'elle incarne sont inspirés de sa personnalité.
En 2009, elle se marie à Michael Mosberg, un avocat. Le couple a deux enfants : une fille prénommée Rafaella Israel née en 2010, et un garçon prénommé Memphis né en 2012. 
Séparés depuis l'été 2016, ils annoncent officiellement leur divorce en janvier 2017 après sept ans de mariage.
De 2017 à 2022, elle a une relation avec le musicien australien Alex Cameron.

## Carrière
En 2010, elle joue bénévolement dans Tiny Furniture, film indépendant réalisé par Lena Dunham. 
En 2011, elle apparaît dans le clip musical Wring It Out du groupe de punk rock Rival Schools, ainsi que dans le court-métrage Smile for the Camera, tous deux réalisés par son ami Jordan Galland. 
En 2012, elle se fait connaitre en incarnant l'un des personnages principaux la série télévisée Girls réalisée par Lena Dunham et diffusée sur la chaîne HBO.
En juillet 2017, elle réalise et joue dans la vidéo de la chanson Not Used de sa sœur, Lola Kirke. La même année, elle apparaît dans les clips Gotta Get A Grip de Mick Jagger et Dusk Till Dawn de Zayn Malik. 
Elle a joué dans les clips Stranger's Kiss, Studmuffin96 et Miami Memory du chanteur australien Alex Cameron.
En 2021, elle tient l'un des rôles principaux de la saison 3 de la série Sex Education, où elle joue la directrice du lycée Moordale.
En 2023, elle est à l'affiche de la série City on fire diffusée sur Apple TV+.

## Filmographie

### Cinéma

#### Longs métrages
- 2010 : Tiny Furniture de Lena Dunham : Charlotte
- 2015 : Ava's Possessions de Jordan Galland : Ivy
- 2017 : Les Bonnes Sœurs (The Little Hours) de Jeff Baena : Marta
- 2018 : Wild Honey Pie! de Jamie Adams : Gillian
- 2018 : Love Stories (Untogether) d'Emma Forrest : Andrea
- 2018 : All These Small Moments de Melissa Miller Costanzo : Odessa
- 2020 : Pour l'amour de Sylvie (Sylvie's Love) d'Eugene Ashe : la Comtesse

#### Courts métrages
- 2005 : Smile for the Camera de Jordan Galland : Une chanteuse (voix)

### Télévision

#### Séries télévisées
- 2012–2017 : Girls : Jessa Johansson (53 épisodes)
- 2015 : Inside Amy Schumer : elle-même
- 2015 : Axe Cop : La Reine de l'eau (voix)
- 2015 : Les Simpson (The Simpson) : l'amie de Candace (voix)
- 2017 : Strangers : Emmy
- 2017 : New York Is Dead : K.K.
- 2018 : Maniac : Adelaide (5 épisodes)
- 2021 : Sex Education : Hope Haddon (8 épisodes)
- 2022 : Conversations With Friends : Melissa Conway (12 épisodes)
- 2023 : City on Fire : Regan

### Clips
- 2017 : Zayn feat Sia : Dusk Till Dawn : La conspiratrice de Zayn
- 2017 : Mick Jagger : Gotta Get a Grip
- 2022 : Alex Cameron : Best Life